# Arma (Attica)
Arma (in greco antico: Ἅρμα?, Hárma) era una fortezza dell'Attica. 
Si trovava nei pressi del demo di File, su un'altura visibile da Atene. Secondo William Martin Leake era collocata sopra a File, sulla cima della cresta del monte, alla sinistra della strada moderna, dove, nell'Ottocento, erano visibili delle rovine di una fortificazione. Altri scrittori, però, la pongono a sud-est di File. 